# Конописька (гміна)
Гміна Конописька (пол. Gmina Konopiska) — сільська гміна у південній Польщі. Належить до Ченстоховського повіту Сілезького воєводства.
Станом на 31 грудня 2011 у гміні проживало 10671 особа.

## Територія
Згідно з даними за 2007 рік площа гміни становила 78,11 км², у тому числі:
- орні землі: 59.00%
- ліси: 30.00%

Таким чином, площа гміни становить 5.14% площі повіту.

## Населення
Станом на 31 грудня 2011:
| Опис     | Загалом | Загалом | Чоловіки | Чоловіки | Жінки | Жінки |
| -------- | ------- | ------- | -------- | -------- | ----- | ----- |
| одиниця  | осіб    | %       | осіб     | %        | осіб  | %     |
| все      | 10671   | 100     | 5175     | 48.50    | 5496  | 51.50 |
| міське   | 0       | 100     | 0        |          | 0     |       |
| сільське | 10671   | 100     | 5175     | 48.50    | 5496  | 51.50 |

## Сусідні гміни
Гміна Конописька межує з такими гмінами: Бляховня, Боронув, Возьники, Герби, Почесна, Старча.